# Amafufunyana
Amafufunyana é uma síndrome ligada à cultura não especificada nomeada pelos curandeiros tradicionais do povo Xhosa que se relaciona a reivindicações de possessão demoníaca devido a membros do povo Xhosa exibindo comportamento aberrante e preocupações psicológicas. Após estudos, descobriu-se que este termo é direcionado a pessoas que sofrem de vários tipos de esquizofrenia. Um termo semelhante, ukuthwasa, é usado para se referir a tipos positivos de posse reivindicada, embora esse evento também envolva aqueles que sofrem de esquizofrenia. Também encontrou-se uso cultural entre alguns grupos de povos Zulu.
A tradução direta do termo amafufunyana é nervosismo e é parte de uma ideologia cultural muito mais complexa, conectando vários tipos de psicose com crenças e atividades religiosas, sociais e recentemente psiquiátricas. Numa entrevista de 1998 com pessoas Xhosa que sofrem de esquizofrenia por Lund et al., Foi determinado que, por meio da interação com cientistas e serviços psicológicos, o tratamento preferido para a condição cultural havia mudado de relação com curandeiros tradicionais para avaliações psiquiátricas ativas.

## Sintomas e causas alegadas
Pessoas que afirmam sofrer de amafufunyana afirmam que os seus sintomas incluem ouvir "vozes dos seus estômagos", falaa noutra língua ou num tom perturbador, além de agitação geral e possível violência. Também existe a possibilidade de tentativas de suicídio.
Uma das crenças culturais para a causa é o encantamento por beber uma poção mágica feita com formigas que se alimentaram de um cadáver enterrado. Também acredita-se que a possessão seja causada por espíritos malignos. Especificamente entre os zulus, há também a crença de que uma "horda de espíritos" de vários grupos étnicos se reúne para assumir o controle do corpo de uma pessoa.
O tratamento cultural comum para a alegada doença é que um dos curandeiros tradicionais, geralmente os próprios ukuthwasa, execute um ritual de exorcismo.

## História
Os incidentes registados de amafufunyana parecem ter começado no início do século 20 e pesquisadores como Ngubane et al sugeriram que a sua formação cultural pode ter tido algo a ver com o colonialismo e a migração dos povos indígenas para longe das suas casas. Também houve surtos generalizados da doença, semelhantes a eventos envolvendo a disseminação contagiosa da histeria, registados na década de 1980 num internato para meninas na zona rural.
Os tipos de pessoas mais comuns que são identificados como aflitos pelo grupo cultural são os de nível económico e social mais baixo e com mais frequência em épocas de dificuldades e mudanças culturais, como durante migrações. Mais mulheres do que homens também são identificados.